# Manuel Cerezales González
Manuel Cerezales González, de nacimiento Manuel González Cerezales (Vilar de Cervos, Vilardevós, 1909 - Madrid, 28 de enero de 2005), fue un periodista y escritor español.

## Trayectoria
Pasó su infancia entre Vilar de Cervos, donde su padre explotaba wolframio, Balboa (León), de donde provenía la familia y Madrid, donde fue a estudiar. A los seis años se incorporó como interno a los Escolapios de Madrid. A los quince años se fue a Valladolid, donde estudió derecho. Acabó la carrera por libre preparando los exámenes en Orense con Ramón Otero Pedrayo. Una vez licenciado se instaló en Madrid, donde inició sus pasos en el periodismo, la edición y la crítica de arte.
El golpe de Estado en España de julio de 1936 le sorprendió en Vilar de Ciervos. Al igual que otros galleguistas católicos, se acercó al carlismo y participó en la Guerra como requeté en el frente de Madrid hasta ser desmovilizado como periodista.
Dirigió las revistas Guión, Vida Mundial y Momento, fue subdirector de El Pensamiento Navarro de Pamplona e Informaciones de Madrid. Luego pasó a dirigir España de Tánger, donde permaneció tres años, para luego volver a Informaciones como crítico literario. Luego fue director del Faro de Vigo (1961-1964). Más tarde pasó a ser subdirector de El Alcázar. También dirigió Misión en Madrid, fundada en Ourense. Fue director de la colección literaria Novelas y Cuentos. Al final de su carrera trabajó en RTVE.
Fue crítico literario y en 1952 ganó el Premio Nacional de Teatro Calderón de la Barca por la obra Magín, siervo de Dios. Una vez jubilado, escribió varias novelas, incluyendo Diario de Sito, dirigido a un público infantil, y la trilogía Tres Chicos Intrépidos, que se inspiraba en su infancia en los Escolapios. 

## Vida personal
Se casó con Carmen Laforet en 1946, de quien tuvo cinco hijos. Se separaron en 1970.